# Sato Sho
Sho Sato (佐藤 祥 Satō Shō, sinh ngày 22 tháng 7 năm 1993) là một cầu thủ bóng đá người Nhật Bản thi đấu ở vị trí tiền vệ cho Mito HollyHock.

## Sự nghiệp
Sau khi thi đấu cho câu lạc bộ trẻ Omori lúc ban đầu, anh gia nhập đội trẻ của JEF United Chiba. Anh có màn ra mắt cho đội một trong thất bại trên sân khách (0–1) trước FC Tokyo ngày 26 tháng 11 năm 2011.

## Thống kê câu lạc bộ
Cập nhật đến ngày 23 tháng 2 năm 2018.
| Thành tích câu lạc bộ | Thành tích câu lạc bộ | Thành tích câu lạc bộ | Giải vô địch | Giải vô địch | Cúp                   | Cúp                   | Tổng cộng | Tổng cộng |
| Mùa giải              | Câu lạc bộ            | Giải vô địch          | Số trận      | Bàn thắng    | Số trận               | Bàn thắng             | Số trận   | Bàn thắng |
| Nhật Bản              | Nhật Bản              | Nhật Bản              | Giải vô địch | Giải vô địch | Cúp Hoàng đế Nhật Bản | Cúp Hoàng đế Nhật Bản | Tổng cộng | Tổng cộng |
| --------------------- | --------------------- | --------------------- | ------------ | ------------ | --------------------- | --------------------- | --------- | --------- |
| 2011                  | JEF United Chiba      | J2 League             | 2            | 0            | 0                     | 0                     | 2         | 0         |
| 2012                  | JEF United Chiba      | J2 League             | 0            | 0            | 2                     | 0                     | 2         | 0         |
| 2013                  | JEF United Chiba      | J2 League             | 0            | 0            | 0                     | 0                     | 0         | 0         |
| 2014                  | JEF United Chiba      | J2 League             | 0            | 0            | 2                     | 0                     | 2         | 0         |
| 2015                  | JEF United Chiba      | J2 League             | 1            | 0            | –                     | –                     | 1         | 0         |
| 2015                  | Blaublitz Akita       | J3 League             | 13           | 3            | 2                     | 0                     | 15        | 3         |
| 2016                  | Mito HollyHock        | J2 League             | 35           | 0            | 0                     | 0                     | 35        | 0         |
| 2017                  | Mito HollyHock        | J2 League             | 39           | 0            | 0                     | 0                     | 39        | 0         |
| Tổng                  | Tổng                  | Tổng                  | 90           | 3            | 6                     | 0                     | 96        | 3         |